# Örs kyrka, Småland
Örs kyrka är en kyrkobyggnad i Ör i Växjö kommun i Småland. Den är församlingskyrka i Öjaby församling i Växjö stift. Kyrkan ligger "mitt i byn" vid riksväg 30, omkring tolv kilometer norr om Växjö.

## Kyrkobyggnaden
Första kyrkan på platsen var troligen en träkyrka från 1100-talet.
Nuvarande stenkyrka har en lång tillkomsttid. Långhuset är sannolikt från senmedeltiden. Koret tillkom under 1600-talet och sakristian under sent 1700-tal. Tornet i väster uppfördes i början av 1800-talet och präglas av samtidens nyklassicistiska arkitektur med lanternin och en pyramidliknade huv. Kyrkorummet har tidigare haft ett plant innertak samt triumfkors. I koret finns målningar som troligen är utförda under 1600-talet.
På kyrkogården står en byggnad som till delar är uppförd av medeltida plankor som kan ha ingått i en medeltida stavkyrka.

## Inventarier
- Dopfunten i sandsten är troligen från 1100-talet. Den är försedd med djurfigurer och en biskopsgestalt med mitra och kräkla. Dopfunten anses vara huggen av en jylländsk stenmästare, kallad: ”Öhrmästaren”,som under 1100-talet skulle varit verksam vid domkyrkobygget i Växjö.

- 1986 möjliggjordes genom en privat donation en ny altarutformning i form av en mosaik av den namnkunnige konstnären Sven Ljungberg. Den har som motiv: Nattvardens instiftelse.

- Predikstolen är prydd med stjärnor och Mose lagtavlor och ett kors i korgens speglar. Baldakinen som kröns av ett kors omges av snidade girlanger.

- Madonnabild utförd av konstnärinnan Eva Spångberg ,Gamla Hjälmseryd.

## Orgel
- 1843 byggdes en orgel med 9 stämmor av Johan Liljegren med 9 stämmor.
- 1907 ersattes den av en orgel byggd av Emil Wirell, Växjö med 9 stämmor.
- 1958 byggde A. Mårtenssons orgelfabrik, Lund den nuvarande orgeln med 14 stämmor. Orgeln är mekanisk och har en gammal fasad.

| Huvudverk I    | Svällverk II      | Pedal         | Koppel |
| Gedackt 8´     | Rörflöjt 8´       | Subbas 16´    | I/P    |
| Principal 4´   | Spetsgamba 8´     | Kvintadena 8´ | II/P   |
| Koppelflöjt 4´ | Nachthorn 4´      | Oktava 4´     | II/I   |
| Svegel 2´      | Principal 2'      |               |        |
| Mixtur 3 chor  | Nasat 1 1/3'      |               |        |
|                | Krumhorn 8'       |               |        |
|                | Tremulant         |               |        |
|                | Crescendosvällare |               |        |